# ماهیچه سدادی بیرونی
ماهیچه سِدادی بیرونی یا عضله اُبتراتور خارجی، ماهیچه بادبزنی‌شکل و مسطحی است. رشته‌های عضله در عقب و خارج به یکدیگر پیوسته و یک زردپی تشکیل می‌دهند که از پشت از مفصل استخوان بی‌نام و گردن استخوان ران عبور کرده و به فرورفتگی بیضی‌شکل دیواره بیرونی حفره تروکانتریک متصل می‌شود.
خاستگاه ماهیچه سدادی بیرونی، سطح بیرونی غشای سدادی (ابتوراتور) و پایانگاه آن حفره تروکانتریک بزرگ است. کارکرد آن  روتاتور خارجی ران است. عصب‌دهی آن از شاخه خلفی عصب سدادی صورت می‌گیرد.

## نگارخانه

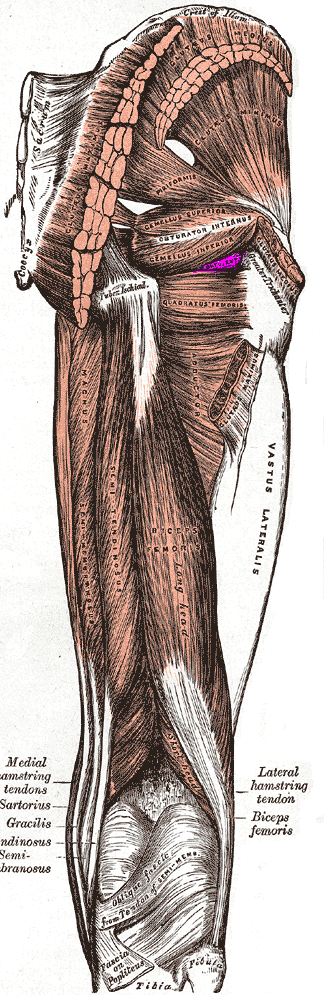
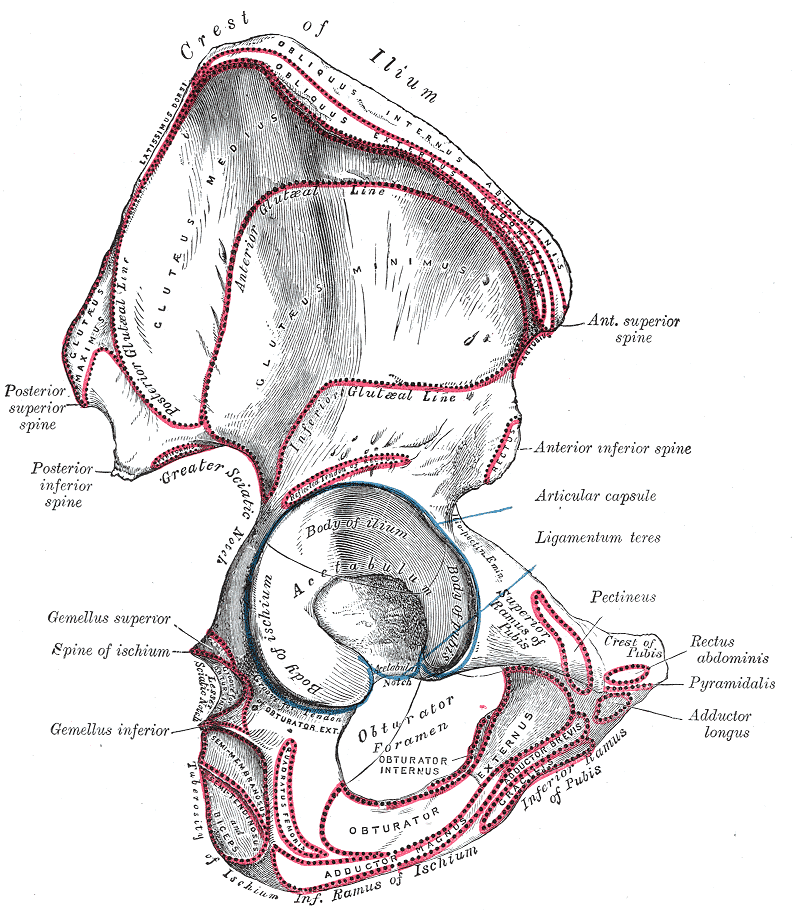
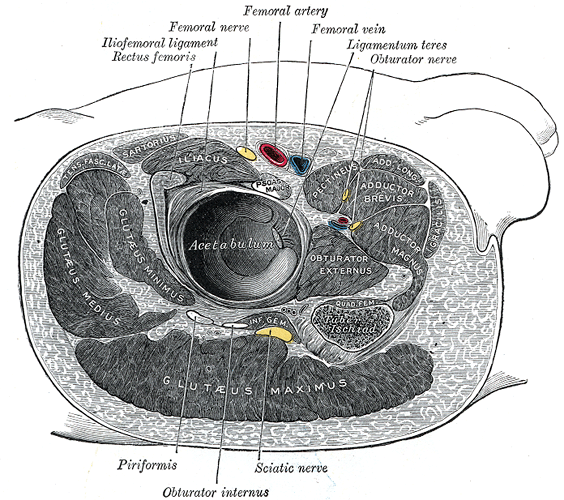
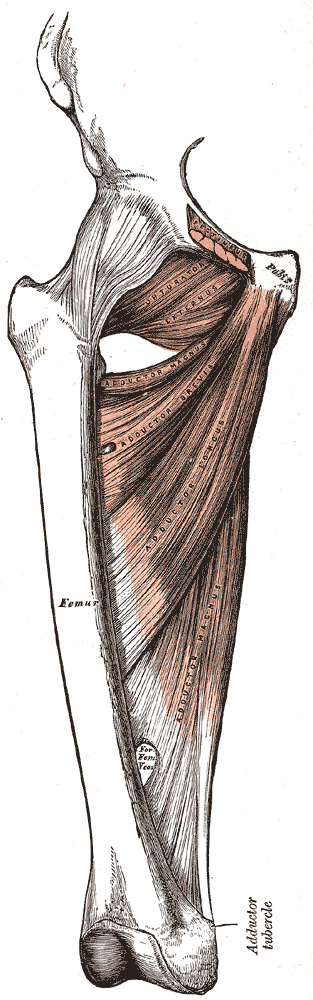